# Neurodiversidade

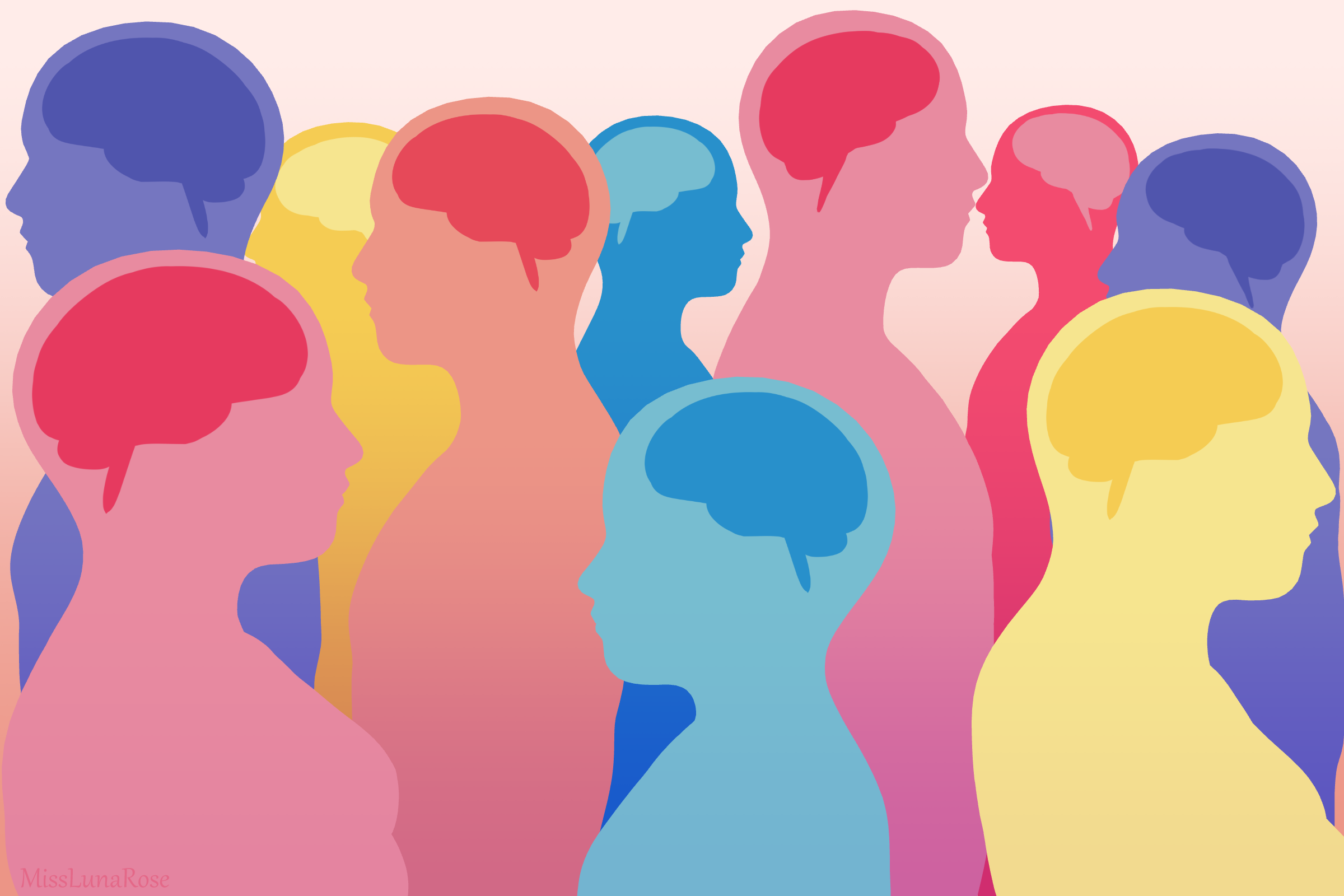
Arte autista que representa a diversidade natural das mentes humanas

Neurodiversidade se refere às variações naturais no cérebro humano de cada indivíduo em relação à sociabilidade, aprendizagem, atenção, humor e outras funções cognitivas.
O termo foi criado em 1998 pela socióloga Judy Singer, que junto ao jornalista Harvey Blume foram responsáveis por popularizar o conceito. Surgiu como uma teoria marginal que se contrapõe à visão predominante de que os transtornos do neurodesenvolvimento são inerentemente patológicos, como no modelo médico da deficiência. Em vez disso, a neurodiversidade adota o modelo social da deficiência, no qual as barreiras sociais são o principal fator que restringem as pessoas com deficiência. Posteriormente surgiram termos relativos, como neurodivergente, e estudos sobre o assunto de diversidade mental começaram a ser mais debatidos, envolvendo os termos.

## História do termo
A origem da palavra neurodiversidade é atribuída a Judy Singer, uma cientista social que se descreveu como inserida "provavelmente em algum lugar do espectro autista", e usou o termo em sua tese de sociologia publicada em 1999. O termo representa um afastamento das teorias anteriores como a da mãe-geladeira, que "culpa a mãe" como uma possível causa do autismo. Como resultado de seus interesses mútuos no autismo, Singer mantinha contato com Blume, e embora ele não tenha dado crédito a Singer, a palavra apareceu pela primeira vez em um artigo de Blume na revista The Atlantic, em setembro de 1998.
Alguns autores também creditam o trabalho anterior de Jim Sinclair, ativista autista, como fator que ajudou o avanço do conceito de neurodiversidade. Sinclair foi o principal organizador da comunidade online internacional do autismo. O discurso de Sinclair de 1993, "Don't Mourn For Us", enfatizou o autismo como uma forma de ser: "Não é possível separar a pessoa do autismo." Em um artigo do New York Times, de junho de 1997, escrito pelo jornalista e escritor americano Harvey Blume, a origem da neurodiversidade foi descrita usando o termo "pluralismo neurológico". Blume foi um dos primeiros defensores a prever o papel que a Internet teria na promoção dos movimentos da neurodiversidade.
Desde sua origem, o termo "neurodiversidade" foi aplicado a outras condições e assumiu um significado mais generalista. Por exemplo, a Developmental Adult Neurodiversity Association (DANDA) no Reino Unido considera o transtorno de coordenação do desenvolvimento, transtorno do déficit de atenção e hiperatividade (TDAH), síndrome de Asperger e outras condições relacionadas como também pertencentes à ideia conceitual da neurodiversidade. Por outro lado, o termo "neurodivergente", desde sua proposição em meados da década de 2000, incluía todo transtorno mental, como epilepsia, Parkinsonismo e transtorno de estresse pós-traumático, tendo significado de "neurologicamente divergente do que se é típico" ou "cérebro que diverge", Atualmente, os termos englobam uma ampla gama de condições.
Os defensores da neurodiversidade apontam que as pessoas neurodivergentes costumam possuir habilidades excepcionais comparáveis a suas fraquezas. Por exemplo, uma pessoa com TDAH pode exercer um hiperfoco em algumas tarefas, enquanto luta para se concentrar em outras, ou uma pessoa autista pode ter uma memória excepcional ou até savantismo. Desse modo, os teóricos da neurodiversidade defendem o reconhecimento dos pontos fortes e fracos das pessoas neurodivergentes, e acreditam que uma variedade de condições neurológicas que atualmente são classificadas como patologias são mais bem vistas como diferenças cognitivas. Essa visão é especialmente popular dentro do movimento de direitos dos autistas.[carece de fontes?]
O paradigma da neurodiversidade tem sido alvo de debates entre os defensores da visão patológica e os adeptos à ideia da neurodiversidade. Os críticos da neurodiversidade dizem que este conceito não reflete a realidade de indivíduos que possuem grandes necessidades de apoio.

## Movimentos pelos direitos das pessoas com deficiência
O paradigma da neurodiversidade foi primeiramente adotado por indivíduos inseridos no espectro do autismo. Posteriormente, foi aplicado a outras condições associadas ao neurodesenvolvimento, como o TDAH, distúrbios da fala, dislexia, dispraxia, discalculia, disnomia, deficiência intelectual e síndrome de Tourette, bem como esquizofrenia e algumas condições de saúde mental como bipolaridade, o transtorno esquizoafetivo, transtorno de personalidade antissocial, transtornos dissociativos e o transtorno obsessivo-compulsivo (TOC).
Os defensores da neurodiversidade denunciam o enquadramento do autismo, TDAH, dislexia e outros distúrbios do neurodesenvolvimento como alvos da hipermedicalização e, em vez disso, promovem sistemas de apoio focados na inclusão, comunicação, tecnologias assistivas, ocupacionais, treinamento e suporte para maior autonomia do indivíduo. A intenção é que os indivíduos recebam um apoio baseado em formas autênticas de diversidade humana, autoexpressão e personalidade, em vez de um tratamento que os faz adotar ideias normativas de normalidade ou a se conformar com um ideal clínico.
Os defensores da neurodiversidade se esforçam para reconceituar o autismo e as condições relacionadas na sociedade por meio das seguintes estratégias: reconhecimento de que a neurodiversidade não requer uma cura; alteração da nomenclatura atual baseada em "condição, doença, distúrbio ou enfermidade", ampliação da compreensão de uma vida saudável e independente; reconhecimento novos tipos de autonomia; e dar aos indivíduos neuroatípicos maior controle sobre seu tratamento, incluindo o tipo, o momento ou mesmo se deve haver acompanhamento farmacoterapêutico.
Um estudo de 2009 separou 27 alunos (entre eles, pessoas com autismo, dislexia, distúrbio de coordenação do desenvolvimento, TDAH e que haviam sofrido acidente vascular cerebral) em duas categorias de visão própria: "1) uma visão da diferença — onde a neurodiversidade foi vista como uma abordagem que incorpora um conjunto de pontos fortes e fracos em pessoas neurodivergentes; 2) ou uma visão médica/deficitária, na qual a neurodiversidade era vista como uma condição médica desvantajosa." Eles descobriram que, embora todos os alunos relatassem ter sido vítimas de exclusão social, abuso e bullying, aqueles que se viam a partir de uma perspectiva neurodiversa (41% da amostra do estudo) "indicaram maior autoestima acadêmica e confiança em suas habilidades, e muitos (73%) expressaram ambições de carreira consideráveis com objetivos positivos e bem definidos." Vários desses alunos relataram ter obtido essa visão de si mesmos por meio do contato com defensores da neurodiversidade, principalmente em grupos de apoio online.[carece de fontes?]
Uma pesquisa online de 2013, que teve como objetivo avaliar as concepções de autismo e neurodiversidade, descobriu que "uma concepção do autismo que vê o déficit como diferença reconhece a importância de se aproveitar os traços autistas de maneiras benéficas ao desenvolvimento, superando a falsa dicotomia entre comemorar as diferenças e minimizar o déficit."
Os defensores da neurodiversidade ressaltam que as pessoas neurodiversas costumam ter habilidades atípicas, como a capacidade de hiperconcentração ao lado de seus déficits. As pessoas autistas, particularmente, podem ter uma memória excepcional ou até habilidades de savant. Na população autista, mesmo aqueles sem habilidades do savantismo são mais propensos a ter conhecimentos ou habilidades atípicas em certas tarefas do que a média da população em geral.[carece de fontes?]

## Críticas
A questão da neurodiversidade é controversa, especialmente no debate acerca do autismo. O paradigma dominante é o modelo médico de deficiência, que patologiza cérebros humanos que divergem daqueles considerados típicos. Desta perspectiva, esses cérebros apresentam condições médicas que devem ser tratadas.
Uma crítica comum ao paradigma da neurodiversidade é que ele seria excessivamente abrangente e que seu recorte deveria excluir pessoas cujo funcionamento físico ou cognitivo é severamente debilitado. A ativista pelos direitos do autismo e educadora interdisciplinar Nick Walker disse que a distinção de que as neurodivergências se referem especificamente a "diferenças neurocognitivas generalizadas" que estão "intimamente relacionadas à formação e constituição do eu", em contraste com outras condições médicas, a exemplo da epilepsia.
O pesquisador John Elder Robison, que defende a neurodiversidade, concorda que diferenças neurológicas às vezes podem produzir deficiências, mas ao mesmo tempo ele argumenta que a deficiência causada por estas diferenças neurológicas pode ser inseparável dos elementos positivos que ela fornece. "99 pessoas neurologicamente idênticas não conseguem resolver um problema, muitas vezes é o indivíduo 1% diferente que detém a chave. No entanto, essa pessoa pode estar incapacitada ou em desvantagem a maior parte ou o tempo todo. Para os proponentes da neurodiversidade, as pessoas são deficientes porque estão nas bordas da teoria da curva do sino; não porque eles estão doentes ou desfuncionais." Assim, Robison defende tanto a naturalização das diferenças neurológicas, considerando-as como variações humanas naturais e não doenças ou distúrbios, como também reconhece que estas diferenças podem produzir déficits.